# Ignacy Witosławski (poseł)
Ignacy Witosławski z Witosławic herbu Nieczuja (ur. ok. 1720, zm. ok. 1808) –  elektor na sejm elekcyjny w 1764 roku, oboźny polny koronny od 1778 roku, konsyliarz Rady Nieustającej w 1780 roku, poseł podolski na sejm 1780 roku,  poseł na Sejm Czteroletni 1788–1792   z województwa podolskiego, właściciel pałacu w Warszawie.

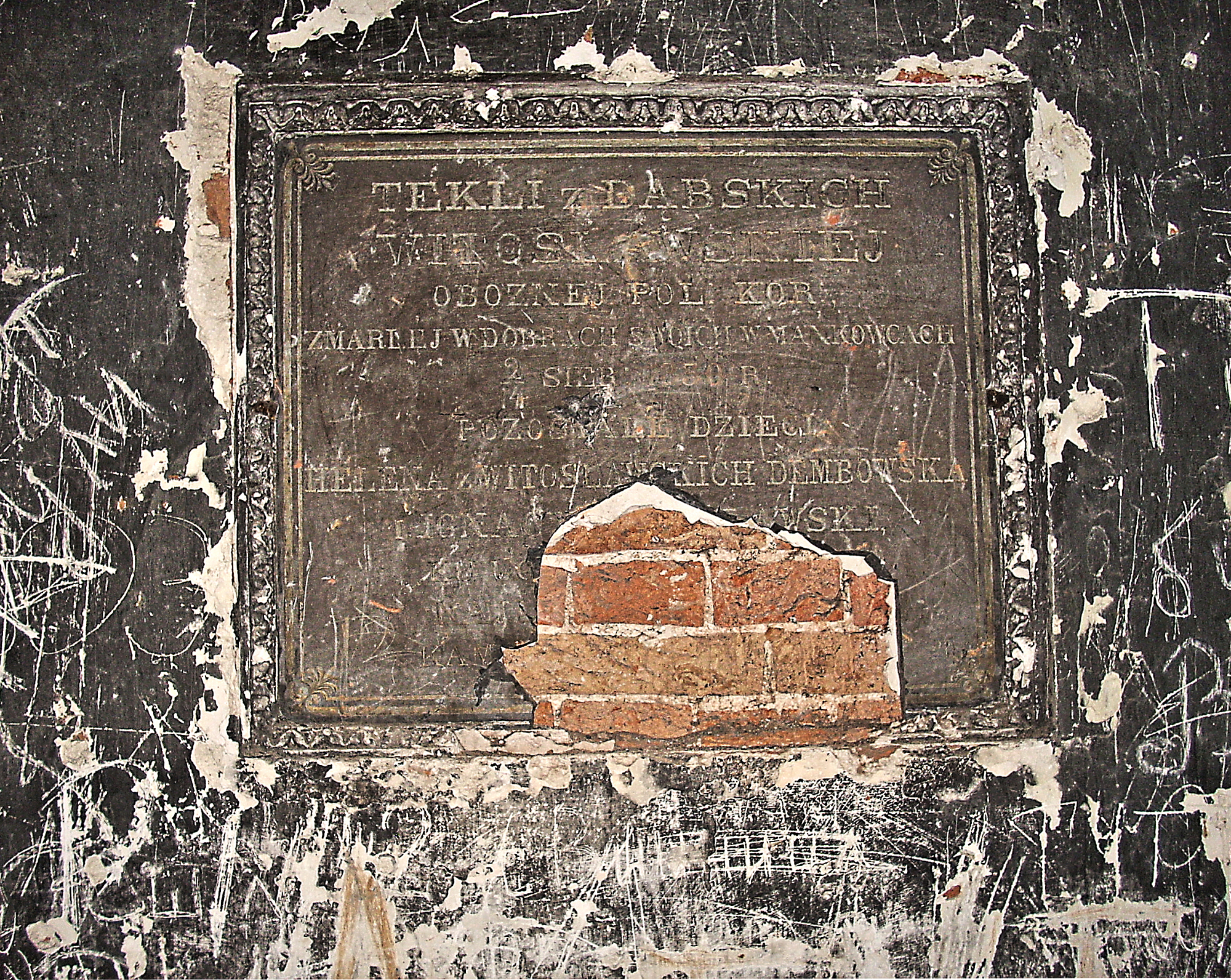
Tablica grobowa Tekli Witosławskiej

Syn Kazimierza Witosławskiego i Barbary Malhof. Mąż Tekli z Dąbskich (zmarłej w dobrach Mańkowce, 2 sierpnia 1830 i tam pochowanej w kościele Św. Trójcy), ojciec właściciela majątku i pałacu w Czerniatyniu Ignacego Witosławskiego i Heleny Witosławskiej, później Dembowskiej. Dziadek Marii, Julii, Jadwigi, Wandy i Eugeniusza Witosławskiego. Właściciel zbudowanego w latach 1771-1776 pałacu w Warszawie.
Jako poseł województwa sandomierskiego na sejm elekcyjny 1764 roku, był elektorem Stanisława Augusta Poniatowskiego. Członek Departamentu Policji Cudzoziemskich Rady Nieustającej w 1783 roku. 2 maja 1791 roku podpisał asekurację, w której zobowiązał się do popierania projektu Ustawy Rządowej. Uczestnik wojny z Rosją 1792 roku.
Zmarł około roku 1808.